# Hoplodoris grandiflora
Hoplodoris grandiflora is een slakkensoort uit de familie van de Discodorididae. De wetenschappelijke naam van de soort is voor het eerst geldig gepubliceerd in 1860 door Pease.